# Cercle d'attente
 (février 2024).
Si vous disposez d'ouvrages ou d'articles de référence ou si vous connaissez des sites web de qualité traitant du thème abordé ici, merci de compléter l'article en donnant les références utiles à sa vérifiabilité et en les liant à la section « Notes et références ».

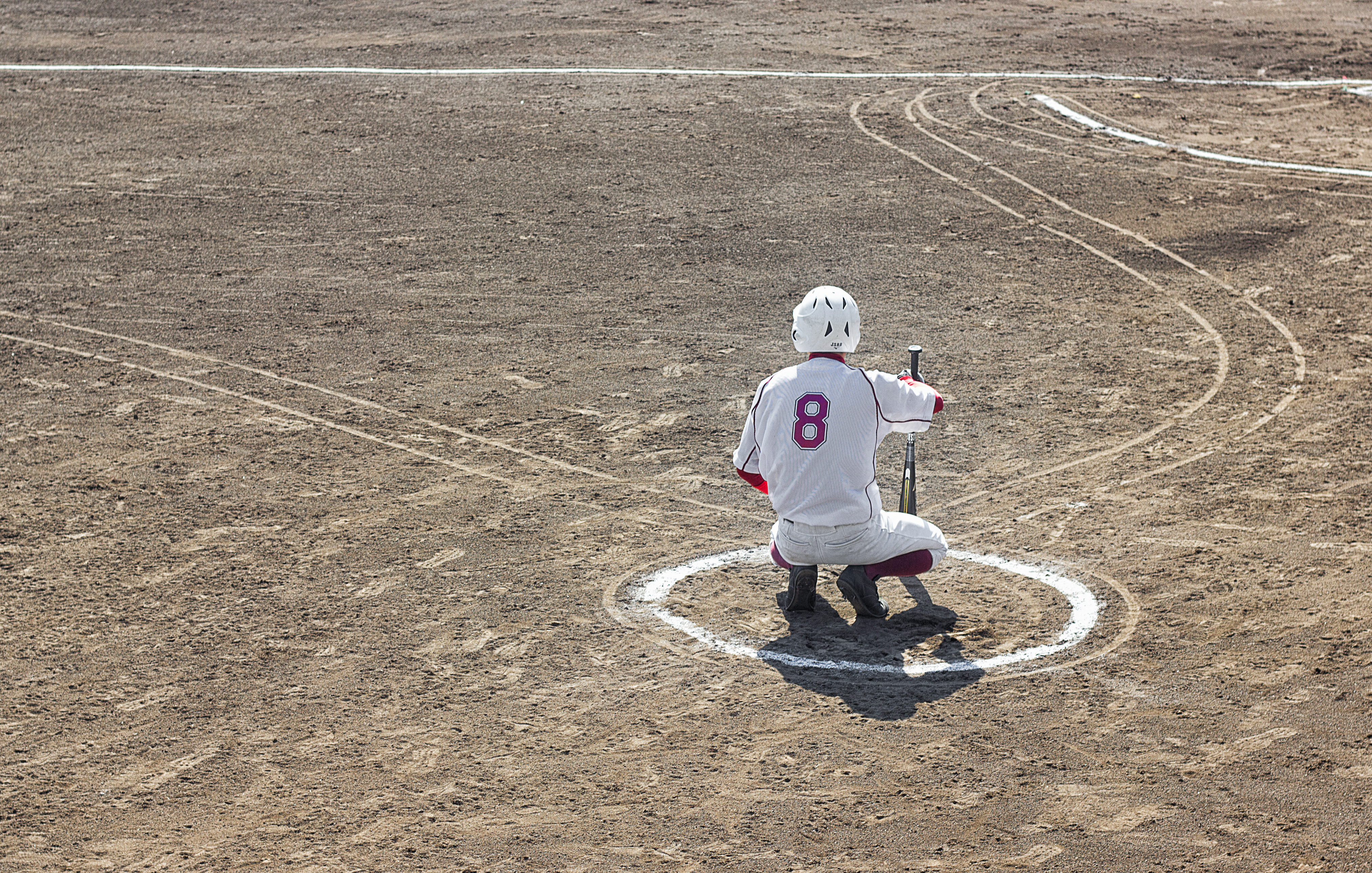
Un frappeur sur un cercle d'attente.

Au baseball, le cercle d'attente est un endroit du terrain où un frappeur attend son tour au bâton.

## Description
Il y a généralement sur un terrain de baseball deux cercles d'attentes en territoire des fausses balles, entre le marbre et les abris des joueurs. Lorsque le jeu est en cours et qu'un frappeur affronte le lanceur de l'équipe adverse, le joueur qui suit dans l'ordre de frappe attend son tour dans le cercle d'attente le plus près de l'abri de son club. Il y prend habituellement des élans d'échauffement. 

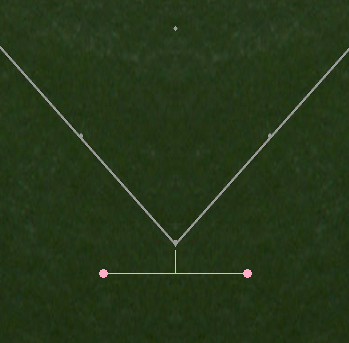
Position des deux cercles d'attentes sur un terrain professionnel.

Sur les terrains des stades de baseball professionnels, les cercles sont peints, tracés à la craie ou représentés par le logo d'une équipe peint sur le sol. Sur les terrains non professionnels, notamment dans les parcs, il n'y a souvent pas de cercle d'attente à proprement parler, mais le joueur qui attend son tour se place à peu près au même endroit, si bien sûr la dimension du terrain le permet.
Un joueur au cercle d'attente ne doit pas interférer avec la partie. Si un jeu qui se déroule en territoire des fausses balles se déplace en sa direction, il doit se retirer afin de ne pas nuire aux joueurs adverses en défensive. Il a toutefois le droit, si jamais un coureur se dirige vers le marbre pour compter un point, de lui faire savoir par des gestes qu'un jeu serré s'annonce et qu'il devrait plonger ou glisser pour toucher le marbre. Sa position face au terrain, contrairement au coureur qui court en faisant face à l'abri ou aux gradins, lui permet de transmettre cette information à un coéquipier, à condition toujours de ne pas nuire délibérément à ses adversaires.

## Importance pour le sauvetage
Pour qu'un lanceur de relève se qualifie pour réussir le sauvetage de la victoire de son équipe (aussi appelé victoire protégée), un certain nombre de critères s'appliquent. L'un d'entre eux est que « le point égalisateur se trouve au cercle d'attente », comme le veut l'expression souvent utilisée. Par exemple : si l'équipe en défensive est en avance 5-2 dans le score mais que le club adverse a réussi à placer un joueur sur les sentiers, ce coureur, s'il marque, serait le troisième point de son équipe. Le frappeur représenterait un éventuel quatrième point. Et celui qui attend son tour dans le cercle d'attente serait l'éventuel cinquième point, donc le point égalisateur. Cette situation donne au lanceur de relève une occasion de porter un sauvetage à sa fiche, s'il aide son équipe à conserver l'avance dans le score et gagner le match.